# Berneuil (Charente)
Berneuil è un comune francese di 339 abitanti situato nel dipartimento della Charente. nella regione della Nuova Aquitania.

## Società

### Evoluzione demografica
Abitanti censiti